# Veghel

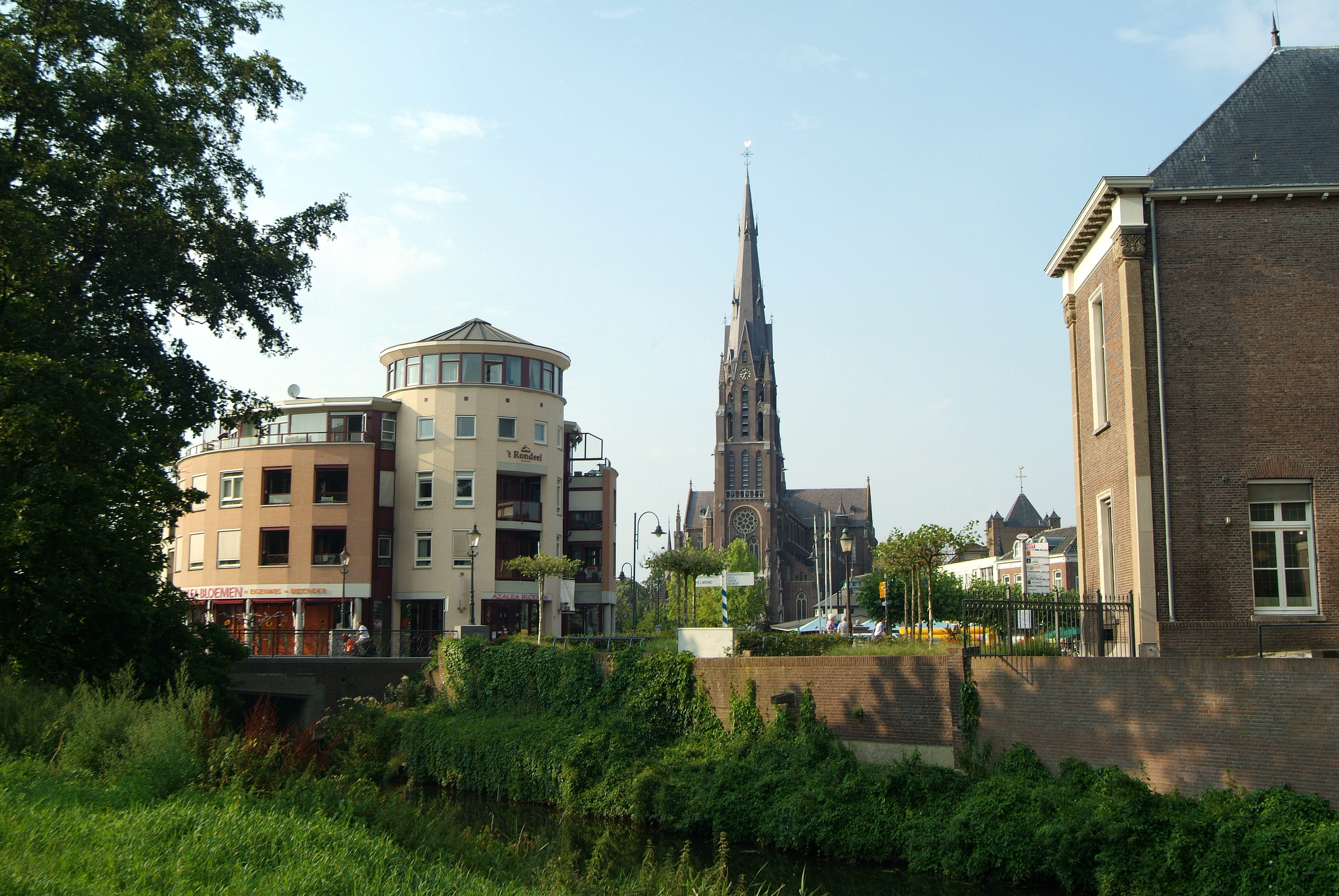
Río Aa y la Iglesia de San Lamberto

Veghel es una municipalidad y una población en la provincia de Brabante Septentrional, en los Países Bajos. En 2015, Veghel tenía una población de 37.723 habitantes en un área de 78,92 km², con una densidad de 483 personas por km². Desde 1994, Veghel y la aldea de Erp, forman una sola municipalidad.

## Historia

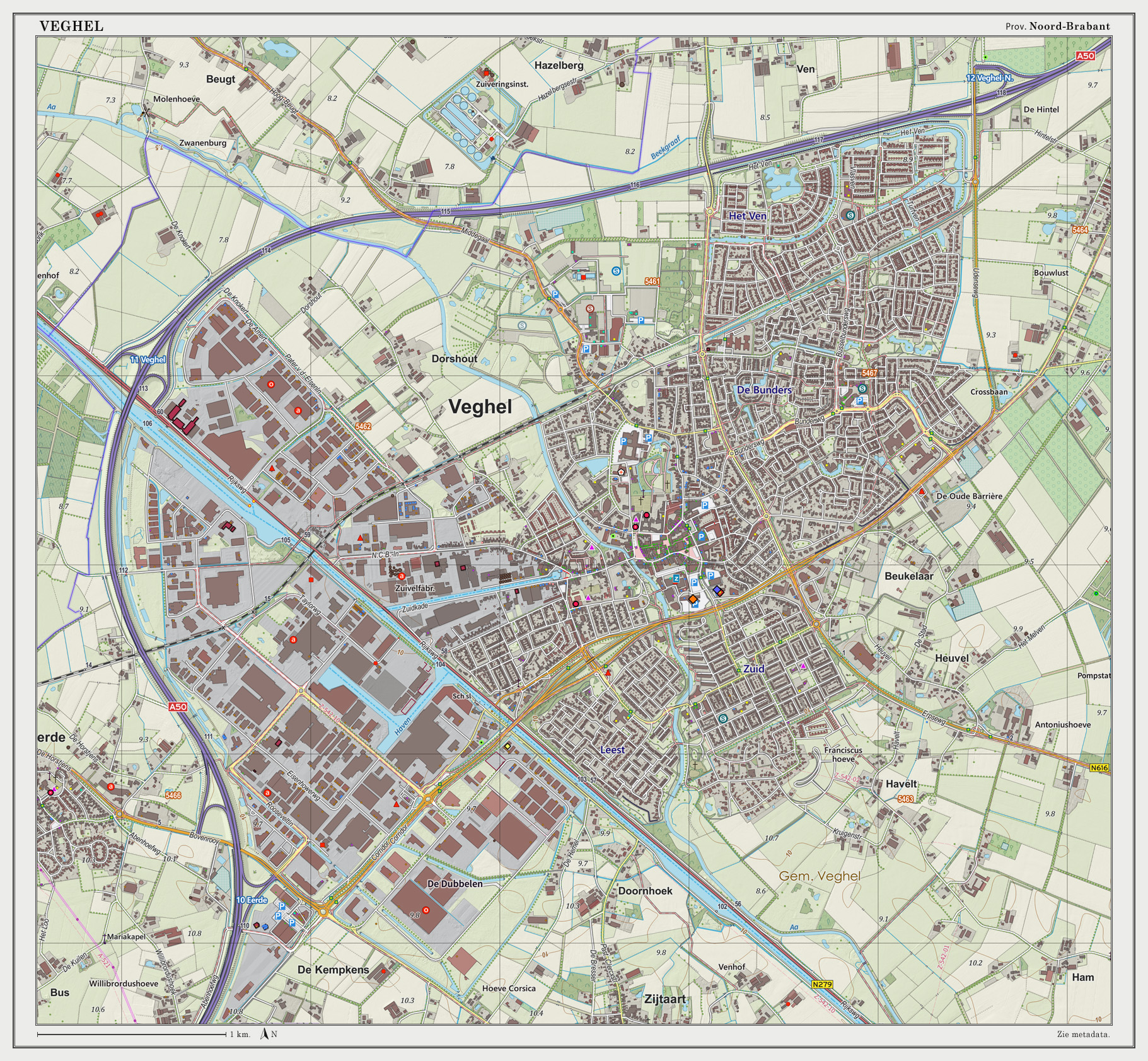
Mapa de Veghel

Los primeros asentamientos en el área datan de la época del Imperio romano, establecidos cerca del río Aa, un afluente del Mosa. La fundación oficial de la municipalidad tuvo lugar en 1310, cuando el duque Juan II de Brabante otorgó a los habitantes el derecho a ocupar las áreas comunes. Los regidores de Veghel fueron los Señores de Erp, residiendo en el castillo Frisselsteijn, en Veghel. En 1648, Veghel se convirtió en parte de la República de los Países Bajos. Siendo una aldea católica, Veghel sufrió la opresión económica y religiosa del protestantismo neerlandés de la época.
En la guerra de 1795, Veghel recobró su independencia, y en 1810 se convirtió en parte del Reino de los Países Bajos. A mediados del siglo XIX, se desarrolló en una aldea industrial, y comenzó la construcción de grandes edificios neogóticos. Los alemanes ocuparon Veghel en 1940, como parte de las operaciones de la Segunda Guerra Mundial. En 1944, la localización estratégica del pueblo lo hizo ser una de las zonas de aterrizaje de los paracaidista aliados durante la invasión de la Operación Market Garden.